# 堇雀草
堇雀草（学名：Delphinium peregrinum）是毛茛科翠雀属一年生草本植物，原产东南欧及西亚。堇雀草是翠雀属的模式种。

## 名称

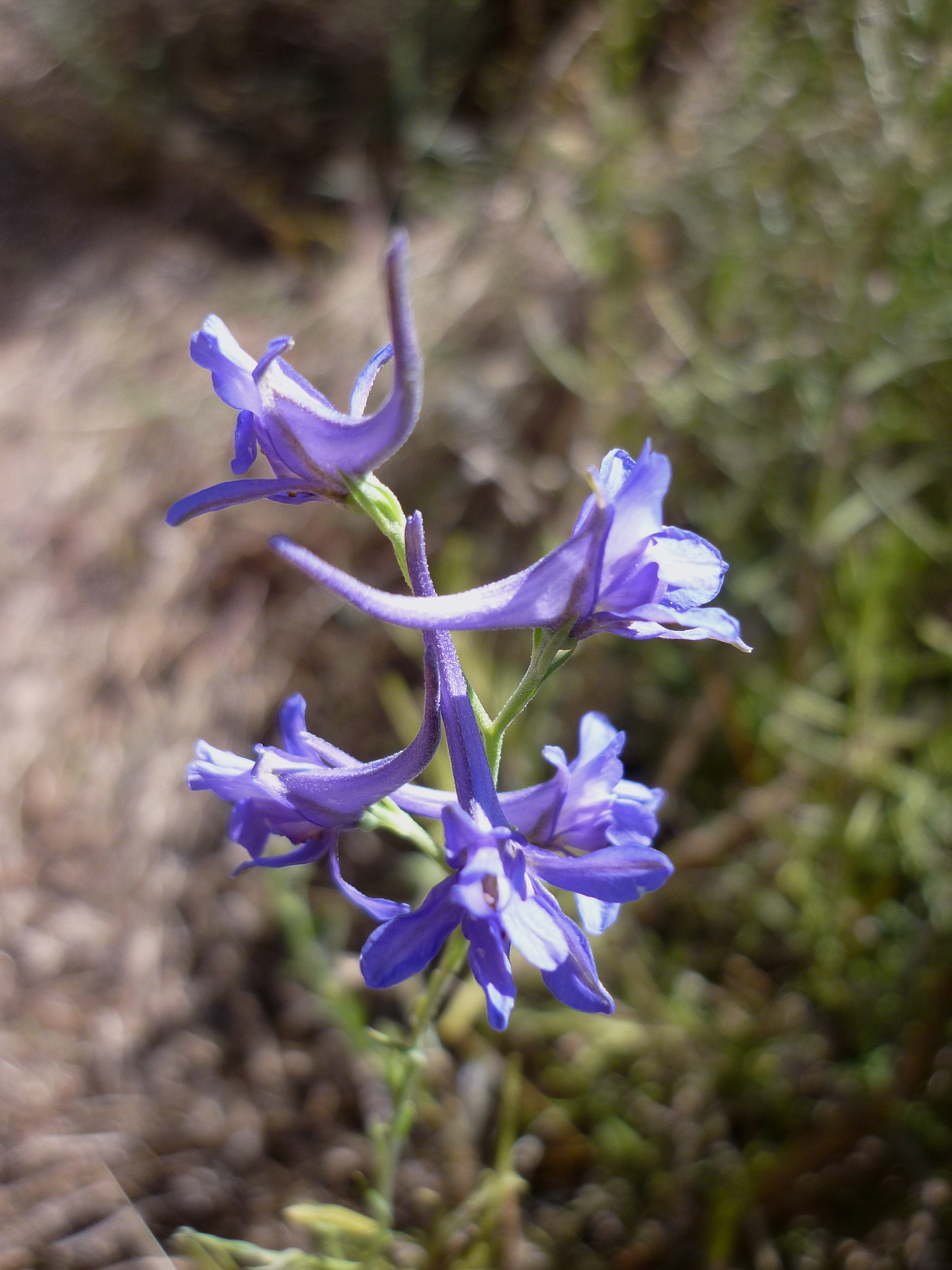

属名源自古希腊语，意思是“海豚”。迪奥斯科里德斯的《药材志》记载了一种叫的翠雀属植物，因花朵形似海豚而得其名。
种加词意思是“异域的”。